# Formule de Rodrigues
En mathématiques, la formule de Rodrigues (anciennement appelée formule de Ivory-Jacobi) est une formule impliquant les polynômes de Legendre, indépendamment découverte par Olinde Rodrigues, James Ivory et Charles Gustave Jacob Jacobi. Le nom « formule de Rodrigues » a été introduit par Eduard Heine en 1878, après que Hermite eut souligné, dès 1865, que Rodrigues a été le premier à la découvrir. Le terme est également utilisé pour décrire des formules similaires pour d'autres suites de polynômes orthogonaux. Richard Askey décrit l'histoire de la formule de Rodrigues en détail.

## Énoncé
La formule de Rodrigues s'écrit :
- pour les polynômes de Legendre :{\displaystyle P_{n}(x)={1 \over 2^{n}n!}{{\rm {d}}^{n} \over {\rm {d}}x^{n}}\left[(x^{2}-1)^{n}\right]} ;
- pour les polynômes de Laguerre :{\displaystyle L_{n}(x)={\frac {{\rm {e}}^{x}}{n!}}{\frac {{\rm {d}}^{n}}{{\rm {d}}x^{n}}}\left({\rm {e}}^{-x}x^{n}\right)={\frac {1}{n!}}\left({\frac {\rm {d}}{{\rm {d}}x}}-1\right)^{n}x^{n}} ;
- pour les polynômes d'Hermite :{\displaystyle H_{n}(x)=(-1)^{n}{\rm {e}}^{x^{2}}{\frac {{\rm {d}}^{n}}{{\rm {d}}x^{n}}}{\rm {e}}^{-x^{2}}=\left(2x-{\frac {\rm {d}}{{\rm {d}}x}}\right)^{n}\cdot 1}.

Il existe des formules similaires valables pour beaucoup d'autres suites de fonctions orthogonales issues des équations de Sturm-Liouville ; elles ont aussi pour nom formule de Rodrigues, en particulier lorsque ces fonctions sont polynomiales.